# Carex hypsobates
Carex hypsobates är en halvgräsart som beskrevs av Ernest Nelmes. Carex hypsobates ingår i släktet starrar, och familjen halvgräs. Inga underarter finns listade i Catalogue of Life.